# Coordenadas baricéntricas (astronomía)
Las coordenadas baricéntricas tienen su origen en el centro de masas del sistema solar. Como el sistema solar es un sistema discreto se cumple:

{\displaystyle \mathbf {R} _{CM}={\frac {\sum _{i}m_{i}\mathbf {r} _{i}}{\sum _{i}m_{i}}}}

Para simplificar consideremos sólo el planeta Júpiter que dista del Sol r = 778.330.000 km y tiene de masa MJ = 1,899 1027 kg y el Sol cuya masa es MS = 1,989 1030 kg y cuyo radio es RS = 696.000 km. El centro de masas  distará del Sol una distancia x que cumplirá:

{\displaystyle M_{S}\times x=M_{J}\times (r-x)}

es decir,

{\displaystyle x={\frac {M_{J}}{M_{S}+M_{J}}}r=742403\ {\text{km}}}

es decir, el centro de masas está 46.403 km por encima de la superficie solar.
- Datos: Q5786321
- Multimedia: Barycentric coordinates / Q5786321